# ديك ميلز
ديك ميلز (بالإنجليزية: Dick Mills) هو لاعب كرة قاعدة أمريكي، ولد في 29 يناير 1945 في بوسطن في الولايات المتحدة، وتوفي في 28 مارس 2015 في سكوتسديل في الولايات المتحدة بسبب ورم ميلانيني.

## وصلات خارجية
- ديك ميلز على موقع دوري كرة القاعدة الرئيسي (الإنجليزية)
- ديك ميلز على موقعبيزبول رفرنس.كوم (الدوري الرئيسي) (الإنجليزية)
- ديك ميلز على موقعبيزبول رفرنس.كوم (الدوري الثانوي) (الإنجليزية)
- ديك ميلز على موقع جمعية أبحاث البيسبول الأمريكية (الإنجليزية)